# Neupriester
Neupriester (veraltet auch Neomyst, von altgriech. νἐος ‚neu, frisch‘ und μὐστης ‚Geweihter, Eingeweihter‘) bezeichnet im Sprachgebrauch der römisch-katholischen Kirche einen Priester in dem zwischen dem Empfang seiner Priesterweihe und dem Abschluss seiner Primizfeierlichkeiten liegenden Zeitraum. Der Begriff Neupriester wird auch von anderen christlichen Religionsgemeinschaften verwendet, die die römisch-katholische Liturgie und mit ihr auch römisch-katholische Traditionen und Bezeichnungen übernommen haben.
Wie lange danach diese Bezeichnung noch auf ihn zutrifft, hängt von örtlichen Gegebenheiten und Usancen ab. So können dafür zum Beispiel in der einen Diözese die einzelnen Weihetermine und in einer anderen der Zeitpunkt maßgeblich sein, zu dem der Neugeweihte einen dem Priesterdienstrecht unterliegenden Wirkungsbereich antritt, etwa als Vikar oder Kaplan.
In der Erzdiözese Wien zum Beispiel wird ein Priester grundsätzlich bis zum Zeitpunkt seiner ersten Bestellung auf einen dem Priesterdienstrecht unterliegenden Posten als „Neupriester“ bezeichnet. Aus der Sicht der Personalverwaltung ist die Bezeichnung „Neupriester“ eine Funktionsbezeichnung des Stellenplans, die alle Neugeweihten zusammenfasst, die noch keinem Dienstposten zugeteilt wurden.